# Olitei királyi palota
Az olitei királyi palota a Spanyolországhoz tartozó Navarra autonóm közösség egyik középkori műemléke, a navarrai királyi család egykori rezidenciája. Mivel rendkívül látványos épületről van szó, ma kedvelt turisztikai célpont.

## Története
A várkastély helyén már a római korban is állt egy erőd, amelynek maradványaira ráépült a ma „öreg palotának” (palacio viejo) nevezett épületrész, amelyet a 13. és 15. századok között többször is átépítettek. Az épületegyüttes nagyszabású fejlesztése azonban a 15. század elejétől kezdődött el III. Károly navarrai király jóvoltából: az uralkodó e célból számos építőmestert hozatott mind az Ibériai-félszigetről, mind Európa más részeiről. Ebben a században írta naplójába egy német utazó, hogy szerinte nincs olyan király, akinek szebb palotája vagy vára lenne, mint ez. Belső udvaraiban egzotikus állatokat is tartottak: hattyúk és kutyák mellett éltek itt oroszlánok, egy teve, egy ibériai hiúz, papagájok, bivalyok és egy zsiráf is. Az épület szabálytalan, szinte összevisszaságot sugárzó kinézete annak köszönhető, hogy sok részletben, sok különböző időben épült, és tervezői soha nem tekintettek rá egységes egészként.
Miután a 16. század elején a kasztíliaiak megszállták Navarrát, a palota elhagyatottá vált, állapota pedig lassan, fokozatosan romlani kezdett, majd 1813-ban, a félszigeti háború során részben meg is semmisült egy nagy tűzben, amelyet Francisco Espoz y Mina okozott annak érdekében, hogy a visszavonuló franciák ne vehessék be magukat a várba. 1925-ben nemzeti műemlékké nyilvánították, majd 1937-ben nagyszabású felújítást végeztek rajta azzal a céllal, hogy visszaállítsák az eredeti állapotokat.

## Leírás
A „mesebeli várkastély” látványát nyújtó épületegyüttes Spanyolország északi részén, a Navarrában található Olite településen áll. Három fő részre osztható:
- Az öreg palota: az északnyugati részen áll. Ma külső falai és tornyai láthatók. Külön kiemelendő értékei a gótikus ablakok, a reneszánsz főkapu és az Atalaya-torony.[2]
- A Szent György-kápolna romjai
- Az új palota: legjellemzőbb stílusa a francia gótika, de mudéjar részletek is találhatók benne. Kőfalai cikkcakkos vonalban haladnak, sarkain kerek, palával fedett tornyok emelkednek. Több belső udvarral is rendelkezik, ezek közül az egyik (patio de la morera) egy több évszázados szederfáról ismert, amelyet természeti „műemlékké” nyilvánítottak.[2] A központi királyi szobák fő ékességei a bélletes ablakok. A tornyok közül a legmagasabb az öregtorony, a legformagazdagabb (nem kerek, mint a többi) a Torre de Tres Coronas („a három korona tornya”), a Torre de los Cuatro Vientos („a négy szél tornya”) tetején pedig kilátót alakítottak ki. A várkastély egyik árnyékos szegletében jégvermet létesítettek, ahol hórétegek között tárolták a tartósítandó élelmiszereket. Nagy méretű fedője egy tojás héjára emlékeztet.[1]

Manapság a várkastély a fő helyszíne Olite híres középkori fesztiváljának, amelynek rendezvényeihez az adta az alapot, hogy évszázadokkal ezelőtt lovagi tornákat, labdajáték-mérkőzéseket és bikaviadalokat is tartottak itt.

## Képek

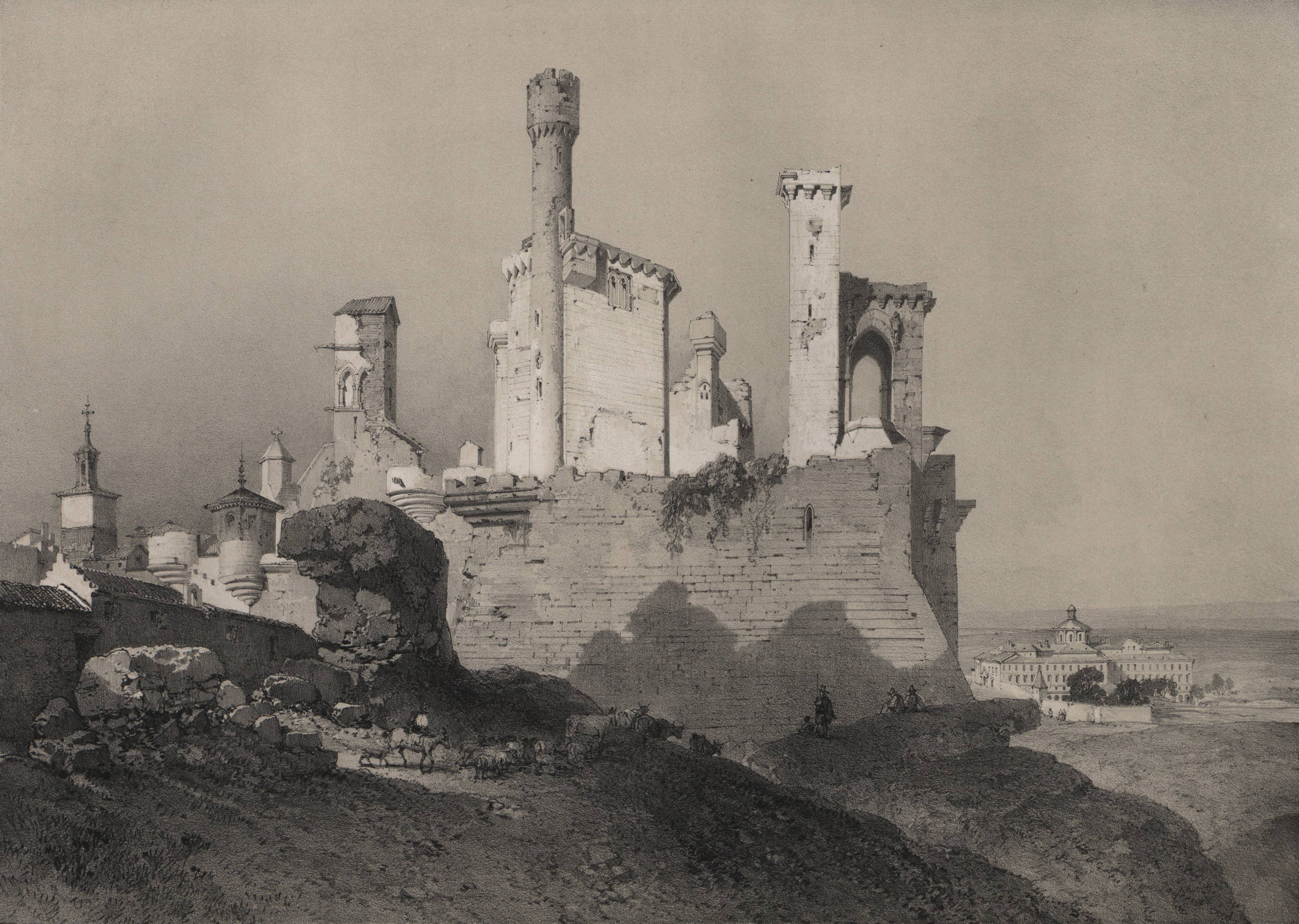
A várkastély a 19. század közepén (Jenaro Pérez Villaamil rajza)
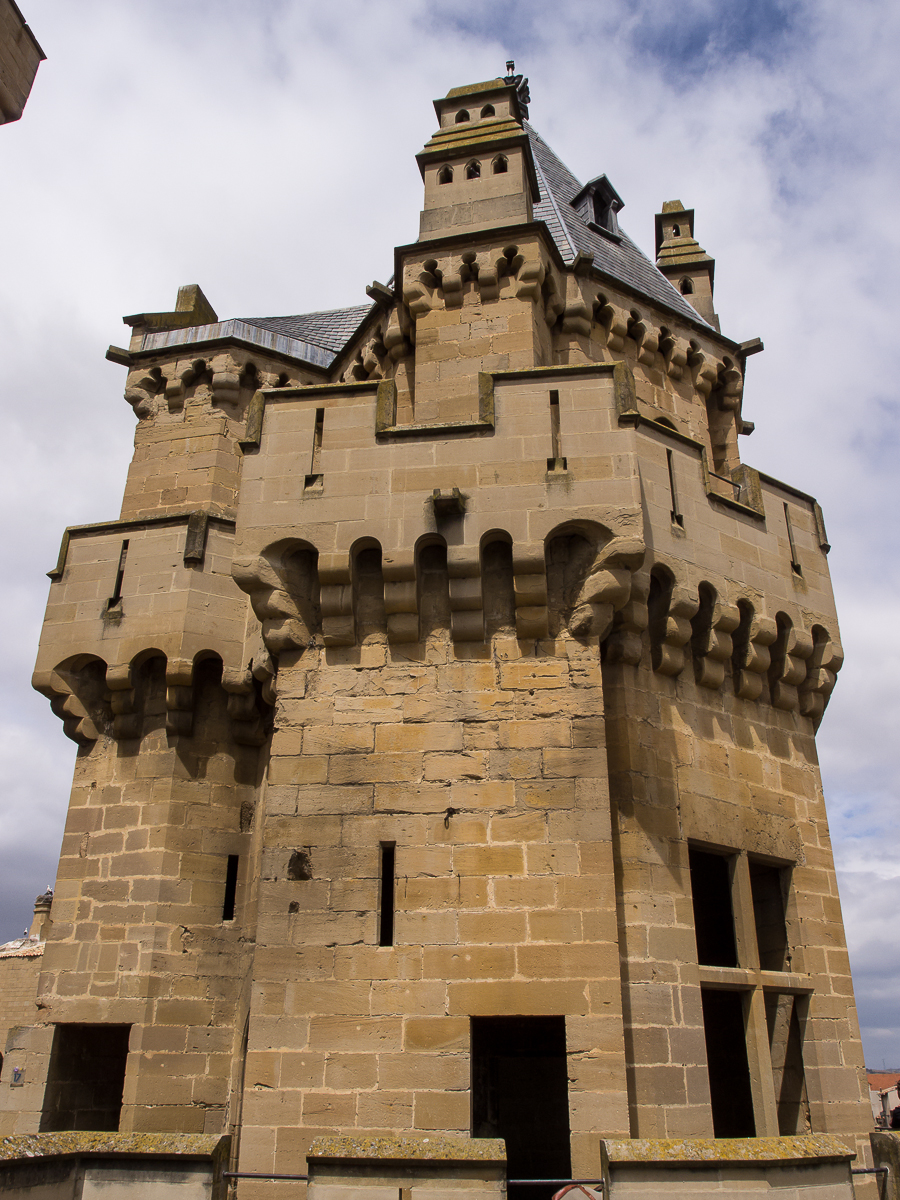
A „három korona tornya”
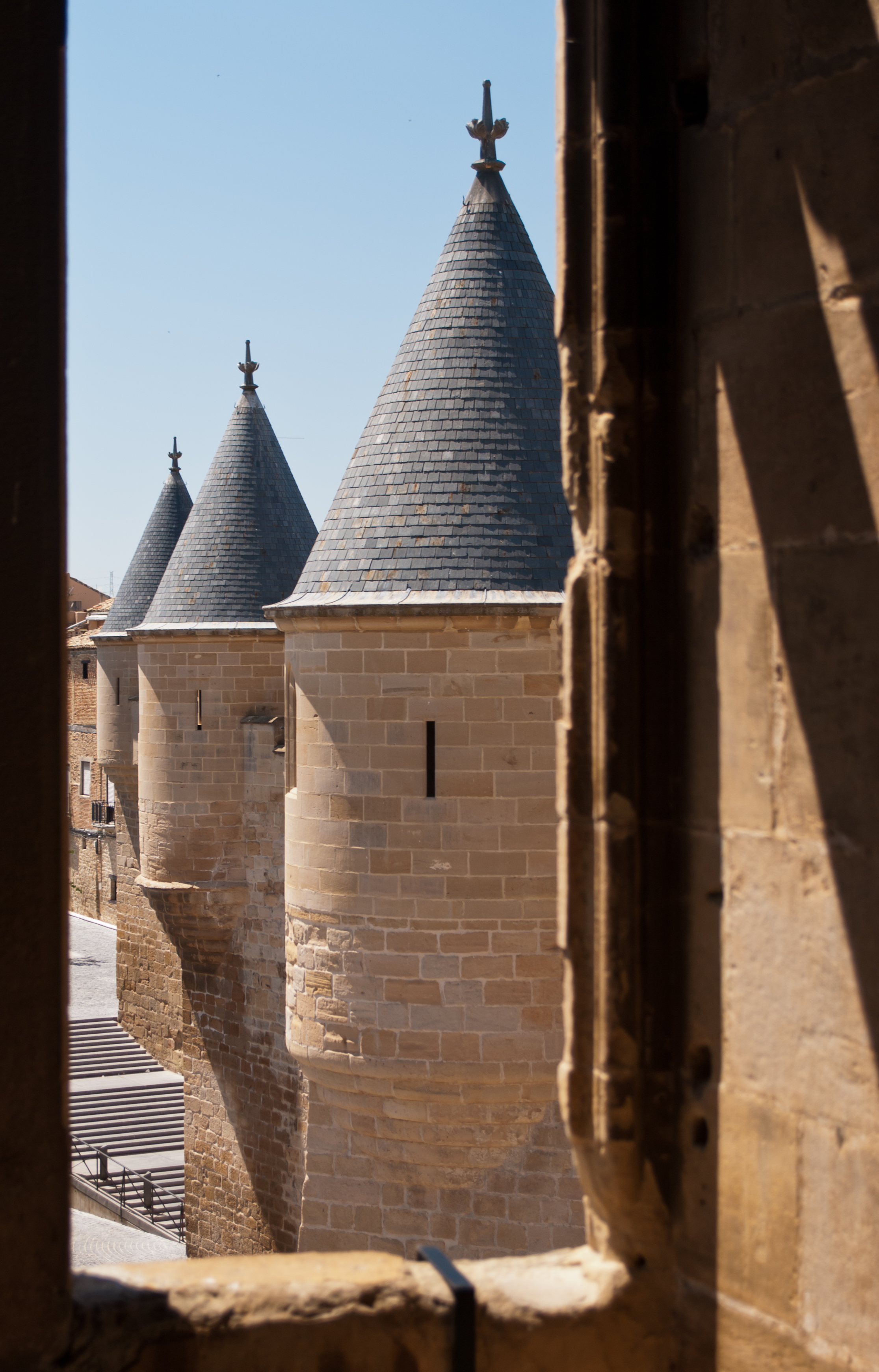
Kerek tornyok
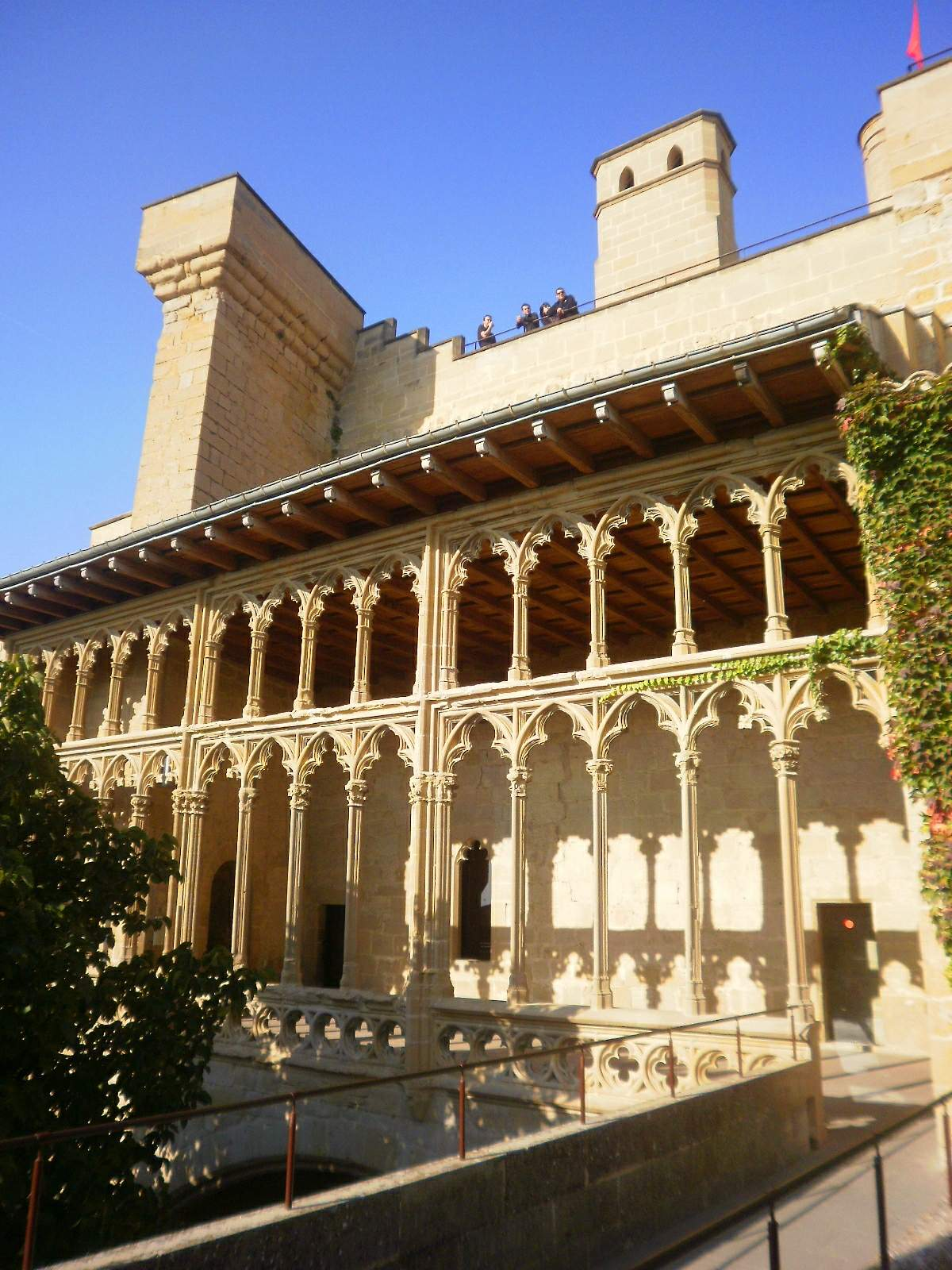
Gótikusív-sor („A király galériája”)
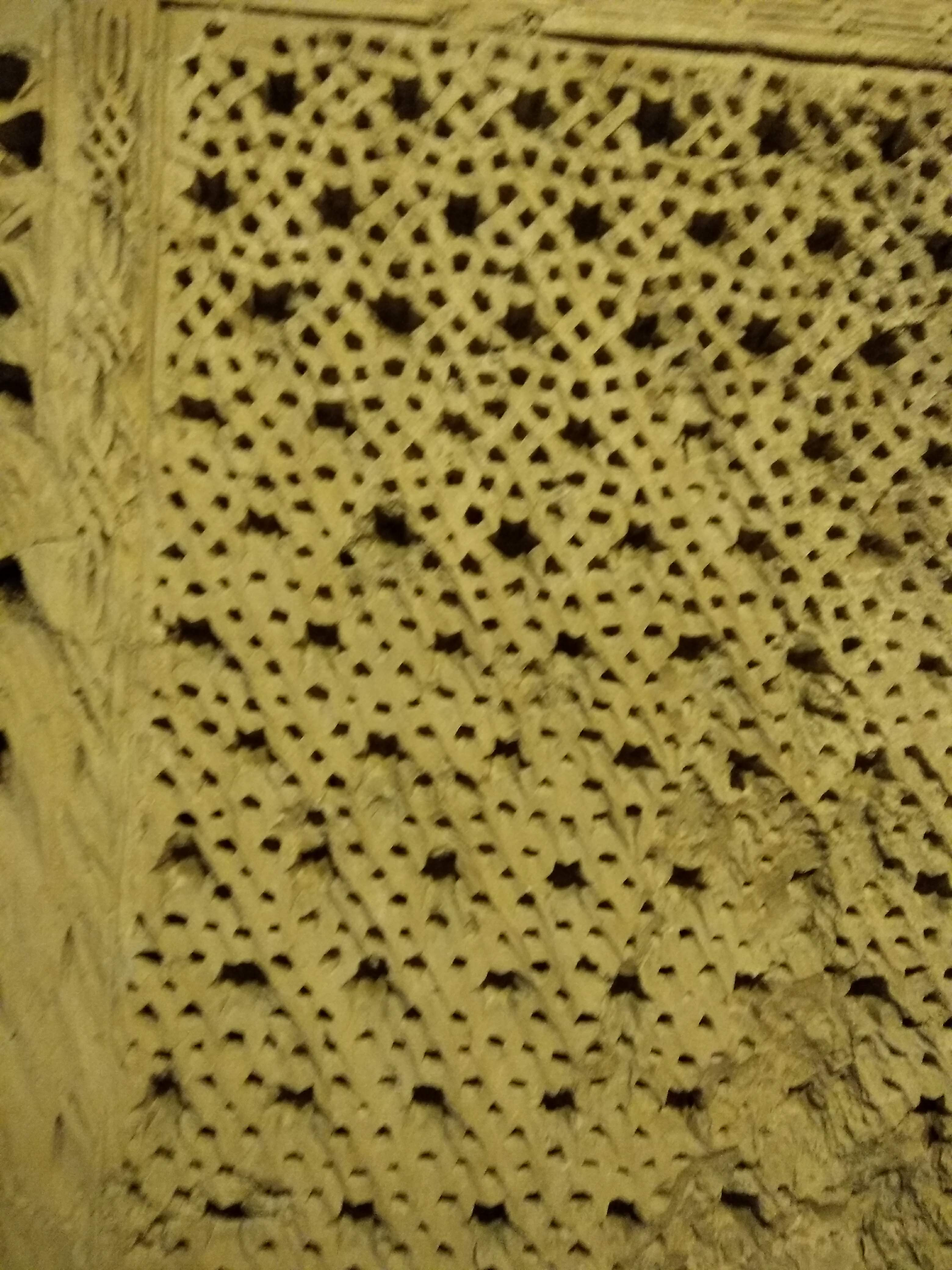
Díszítés a mudéjar teremben